# Кейт Мара
Кейт Руні Мара (англ. Kate Rooney Mara, МФА: [(/ˈmɛərə/]; нар. 27 лютого 1983, Бедфорд, США) — американська акторка та виконавча продюсерка. Відома роллю Зої Барнс у політичному телесеріалі «Картковий будинок». Дебютувала у кіно 1999 року у романтичній драмі «Павутина брехні», у якій зіграла Джессіку Чендлер.

## Біографія
Народилася 27 лютого 1983 у місті Бедфорд, штат Нью-Йорк. У неї є старший брат Деніел, ще один брат Конор і сестра Руні, також акторка.
У 14 років підписала контракт з акторським агентством і стала професійною акторкою. Вона закінчила старшу школу Фокс Лейн на рік раніше і була прийнята в школу мистецтв Тиш при Нью-Йоркському університеті, але через зайнятість як акторки три роки відкладала вступ до коледжу.
Першу телевізійну Мара виконала у драмі «Закон і порядок» у 1997 році.
У 2012 році приєдналася до акторського складу серіалу Netflix «Картковий будинок». Це політична драма з Кевіном Спейсі в головній ролі та заснований на романі Майкла Доббс і 1990 британському телесеріалі картковий будиночок. Пілотний епізод зняв Девід Фінчер. Зіграла Зої Барнс, репортерку з Вашингтона.
У 2015 Кейт зіграла С'ю Шторм у супергеройському бойовику «Фантастична четвірка», який отримав негативні відгуки кінокритики та аудиторії та провалився у прокаті. У цьому ж році вона виконала роль другого плану у науково-фантастичному фільмі «Марсіянин» Рідлі Скотта.

## Особисте життя
З 2010 по 2014 зустрічалася з актором Максом Мінгеллою. Дотримується вегетаріанської дієти та регулярно займається спортом.
У 2015 році Мара почала зустрічатися з актором Джеймі Беллом, партнером фільму «Фантастична четвірка». 
У січні 2017 року пара оголосила про заручини. Вони одружилися у липні 2017 року. У травні 2019 року у подружжя народилася дочка. Мара також є мачухою сина Белла від його шлюбу з Еван Рейчел Вуд. До народження дочки Мара перенесла викидень.
У 2022 році оголосила про народження другої дитини.
Мара проживає в Лос-Анджелесі та Нью-Йорку.
Кейт заявила, що вона походить із «величезної» родини. Її батько є одним з 11 дітей, вона має 22 тітки та дядька та 40 двоюрідних братів.
Сім'я Кейт Мари володіє футбольними клубами «Нью-Йорк Джайентс» та «Піттсбург Стілерз», її прадіди, Тім Мара (з боку батька) та Арт Руні (з боку матері), були засновниками цих клубів. Джон Мара, дядько Кейт, зараз є співвласником і президентом клубу «Нью-Йорк Джайентс», а її батько займає в клубі посаду віце-президента. Її молодша сестра Руні Мара також є актрисою.

## Фільмографія
| Рік       |    | Українська назва                          | Оригінальна назва                      | Роль                                                    |
| --------- | -- | ----------------------------------------- | -------------------------------------- | ------------------------------------------------------- |
| 2022      | с  | Випуск 2009                               | Class of '09                           | Ешлі Поет (головна роль)                                |
| 2022      | ф  | Подзвони Джейн                            | Call Jane                              | Лана                                                    |
| 2020      | с  | Учителька                                 | A Teacher                              | Клер Вілсон (10 епізодів)                               |
| 2018      | кф |                                           | Time of Day                            | Кейт Мара                                               |
| 2018      | с  | Поза                                      | Pose                                   | Петті Боуз (6 епізодів)                                 |
| 2017      | ф  |                                           | Chappaquiddick                         | Мері Джо Коупекні                                       |
| 2017      | ф  | Мої дні з Мерсі                           | My Days of Mercy                       | Мерсі                                                   |
| 2017      | мф | Таємне життя комах                        | Drôles de Petites Bêtes                | королева Маргарита (голос в англ. озвученні)            |
| 2017      | ф  | Меган Ліві                                | Megan Leavey                           | Меган Ліві                                              |
| 2016      | ф  | Морган                                    | Morgan                                 | Лі Везерс, кризова менеджерка                           |
| 2013—2016 | с  | Картковий будинок                         | House of Cards                         | Зої Барнс, журналістка (14 епізодів)                    |
| 2015      | мс | Місто місячного променя                   | Moonbeam City                          | Крісаліс Тейт, поліцейська-новачок (голос, 10 епізодів) |
| 2015      | ф  | Бранка                                    | Captive                                | Ешлі Сміт                                               |
| 2015      | ф  | Марсіянин                                 | The Martian                            | Бет Йоганссен                                           |
| 2015      | ф  | Війна                                     | Man Down                               | Наталі Драммер                                          |
| 2015      | кф |                                           | Ares III: The Right Stuff              | Бет Йоганссен                                           |
| 2015      | ф  | Фантастична четвірка                      | Fantastic Four                         | С'ю Шторм / Жінка-невидимка                             |
| 2015      | кф |                                           | Ares III: Farewell                     | Бет Йоганссен                                           |
| 2015      | ф  | Розквіт нечутливих наволочей              | The Heyday of the Insensitive Bastards | Ліза                                                    |
| 2014      | кф |                                           | Almost Not Beautiful                   | Ліза                                                    |
| 2014      | кф |                                           | Tiny Detectives                        | Кейт, детектив                                          |
| 2014      | мс | Робоцип                                   | Robot Chicken                          | різні персонажі (2 епізоди)                             |
| 2014      | ф  | Перевага                                  | Transcendence                          | Брі                                                     |
| 2013      | кф |                                           | Broken Bells: Holding On for Life      | дівчина                                                 |
| 2013      | кф |                                           | Broken Bells After the Disco           | дівчина                                                 |
| 2012      | мс | Трон: Повстання                           | TRON: Uprising                         | Перл (голос, 3 епізоди)                                 |
| 2012      | ф  | Чорний дрізд                              | Deadfall                               | Ханна Бекер, помічниця шерифа                           |
| 2011      | с  | Американська історія жаху: Будинок-убивця | American Horror Story: Murder House    | Гейден Мак-Клейн (8 епізодів)                           |
| 2011      | ф  | 10 років потому                           | 10 Years                               | Еліс                                                    |
| 2011      | кф | Королева сердець                          | Queen of Hearts                        | Королева сердець                                        |
| 2011      | ф  | Залізний лицар                            | Ironclad                               | Леді Ізабель                                            |
| 2010      | ф  |                                           | Peep World                             | Мег                                                     |
| 2010      | ф  | 127 годин                                 | 127 Hours                              | Крісті Мур                                              |
| 2010      | ф  | Залізна людина 2                          | Iron Man 2                             | Бетані Кейб, маршалл                                    |
| 2010      | ф  | Щасливі разом                             | Happythankyoumoreplease                | Міссісіпі                                               |
| 2009      | кф |                                           | Big Guy                                | Кейт                                                    |
| 2009      | с  | Антураж                                   | Entourage                              | Бріттані (4 епізоди)                                    |
| 2009      | ф  | Відкрита дорога                           | The Open Road                          | Люсі                                                    |
| 2009      | кф |                                           | T Takes: Brooklyn '09 Episode 1        | Кейт                                                    |
| 2009      | кф |                                           | T Takes: Brooklyn '09 Episode 4        | Кейт                                                    |
| 2008      | ф  | Камінь долі                               | Stone of Destiny                       | Кей Метісон                                             |
| 2008      | ф  | Транссибірський експрес                   | Transsiberian                          | Еббі                                                    |
| 2007      | ф  | Стрілець                                  | Shooter                                | Сара Фенн                                               |
| 2007      | ф  | Правда і нічого більше                    | Full of It                             | Енні Дрей                                               |
| 2006      | ф  | Ми — одна команда                         | We Are Marshall                        | Енні Кентрел                                            |
| 2006      | ф  |                                           | Fireflies                              | Тейлор                                                  |
| 2006      | ф  | Капітан Зум. Академія супергероїв         | Zoom                                   | Саммер Джонс / Чудо                                     |
| 2006      | с  | 24                                        | 24                                     | Шері Ротенберг (5 епізодів)                             |
| 2005      | ф  | Каліфорнійці                              | The Californians                       | Зої Тріп                                                |
| 2005      | ф  | Горбата гора                              | Brokeback Mountain                     | Альма молодша (у віці 19 років)                         |
| 2005      | в  | Міські легенди 3: Кривава Мері            | Urban Legends: Bloody Mary             | Саманта Оуен                                            |
| 2005      | с  |                                           | Jack & Bobby                           | Кеті (6 епізодів)                                       |
| 2004      | тф |                                           | Prodigy                                | Келлі Данкан                                            |
| 2004      | с  | CSI: Місце злочину                        | CSI: Crime Scene Investigation         | Жанель Маклін (1 епізод)                                |
| 2004      | с  | C.S.I.: Місце злочину Маямі               | CSI: Miami                             | Стефані Брукс (1 епізод)                                |
| 2004      | кф |                                           | Time Well Spent                        | дівчина                                                 |
| 2003      | с  | Бостонська школа                          | Boston Public                          | Гелена Гелбке (1 епізод)                                |
| 2003      | с  | Мертва справа                             | Cold Case                              | Джилл Шелбі (1 епізод)                                  |
| 2003      | с  | Частини тіла                              | Nip/Tuck                               | Ванесса Бартолом'ю (4 епізоди)                          |
| 2003      | с  | Евервуд                                   | Everwood                               | Кейт Морріс (2 епізоди)                                 |
| 2002      | ф  | Ловелас                                   | Tadpole                                | Міранда Спір                                            |
| 2001      | с  | Закон і порядок: Спеціальний корпус       | Law & Order: Special Victims Unit      | Лорі (1 епізод)                                         |
| 2000      | с  |                                           | Madigan Men                            | Джулі (1 епізод)                                        |
| 2000      | с  | Ед                                        | Ed                                     | Келлі Ковач (1 епізод)                                  |
| 1999      | ф  | Павутиння брехні                          | Random Hearts                          | Джессіка Чендлер                                        |
| 1999      | ф  | Король Джо                                | Joe the King                           | Еллісон                                                 |
| 1997      | с  | Закон і порядок                           | Law & Order                            | Джена Ерліч (1 епізод)                                  |

## Нагороди та номінації
| Рік  | Нагорода              | Організація                              | Номінація                                   | Робота                        | Примітки                | Результат |
| ---- | --------------------- | ---------------------------------------- | ------------------------------------------- | ----------------------------- | ----------------------- | --------- |
| 2016 | Grace Award           | MovieGuide Awards                        | Most Inspiring Performance in Movies        | Captive (2015)                |                         | Номінація |
| 2016 | Razzie Award          | Razzie Awards                            | Worst Screen Combo                          | «Фантастична четвірка» (2015) | разом з іншими акторами | Номінація |
| 2015 | CinemaCon Award       | CinemaCon, USA                           | Ensemble Award                              | «Фантастична четвірка» (2015) | разом з іншими акторами | Перемога  |
| 2015 | Face of the Future    | Women in Film Crystal Awards             |                                             |                               |                         | Перемога  |
| 2014 | Primetime Emmy        | Primetime Emmy Awards                    | Outstanding Guest Actress in a Drama Series | «Картковий будинок» (2013)    | за роль Зої Барнс       | Номінація |
| 2014 | Gold Derby TV Award   | Gold Derby Awards                        | Drama Guest Actress                         | «Картковий будинок» (2013)    |                         | Номінація |
| 2014 | OFTA Television Award | Online Film & Television Association     | Best Guest Actress in a Drama Series        | «Картковий будинок» (2013)    |                         | Номінація |
| 2012 | GAFCA Award           | Georgia Film Critics Association (GAFCA) | Best Supporting Actress                     | «Щасливі разом» (2010)        |                         | Номінація |